# Стамп, Джо
Джо Стамп (род. 18 сентября, 1960) — американский гитарист и композитор. Он играет неоклассический метал в стиле, похожем на стиль Ингви Мальмстина. Он выпустил четыре альбома со своей группой Reign of Terror и 10 сольных. Также играет в симфоник-метал группе HolyHell. Стамп — профессиональный шреддер и журнал Guitar One Magazine поставил его на шестое место в списке «10 самых быстрых шреддеров всех времён». Джо много лет преподавал в музыкальном колледже Беркли в Бостоне. С 2019 года играет в группе Alcatrazz.

## Дискография

### Сольное творчество
- Guitar Dominance! (1993)
- Night Of The Living Shred (1994)
- Supersonic Shred Machine (1996)
- Rapid Fire Rondo (1998)
- 2001: A Shred Odyssey (2001)
- Midwest Shredfest (2001)
- Dark Gifts - Rare And Unreleased Tracks (2001)
- Speed Metal Messiah (2004)
- Guitar Master (2004)
- Virtuostic Vendetta (2009)
- Revenge of the Shredlord (2012)
- The Dark Lord Rises (2015)

### Reign of Terror
- Light In The Sky (1996)
- Second Coming (1999)
- Sacred Ground (2001)
- Conquer & Divide (2003)

### Shooting Hemlock
- Clockwatcher (1997)

### HolyHell
- Apokalypse (Ep) (2007)
- HolyHell (2009)

### Alcatrazz
- Born Innocent (2020)
- V (2021)
- Take No Prisoners (2023)